# Яблоновка (Донецкая область)
Яблоновка (укр. Яблунівка) — село на Украине, находится в Константиновском районе Донецкой области.
Население по переписи 2001 года составляет 811 человек. Почтовый индекс — 85142. Телефонный код — 6272.

## Адрес местного совета
85142, Донецкая область, Константиновский район, с. Александро-Калиново, площадь Танкистов, 1